# Опостегиды
Опостегиды (лат. Opostegidae) — сравнительно небольшое семейство бабочек, насчитывающее 87 видов.

## Описание
Опостегиды — это маленькие белого цвета моли, которые являются минёрами стеблей растений, в Европе они поражают стебли зюзника (Lycopus), мяты (Mentha) и щавеля (Rumex).

## Систематика
- Семейство: Опостегиды
  - Подсемейство: Oposteginae
    - Род: Opostega
    - Род: Pseudopostega

  - Подсемейство: Opostegoidinae
    - Род: Notiopostega
    - Род: Eosopostega
    - Род: Opostegoides
    - Род: Paralopostega